# Коллегиальная церковь (Баден-Баден)
Коллегиальная церковь Баден-Бадена (нем. Stiftskirche Baden-Baden) — римско-католическая коллегиальная церковь в историческом центре немецкого города Баден-Баден в федеральной земле Баден-Вюртемберг. В XVI—XVIII веках — родовая усыпальница баденских маркграфов. Посвящёна апостолам Петру и Павлу.

## История
Построенная в XI веке изначально в романском стиле базилика (основана в 987 году) была в XV веке обновлена в готическом стиле, о чём до сих пор зримо напоминает её алтарная часть (хор) с вытянутыми витражными окнами. В XVIII веке, согласно господствующей моде, было барокизировано внутреннее убранство церкви и надстроена колокольная башня над входом. В 1867 году — на волне «возвращения к корням» — коллегиальная церковь Баден-Бадена получила свой современный «ре-готизированный» облик.

## Галерея
- Главный неф церкви: вид в сторону алтаря
- Фигура блаженного Бернхарда II Баденского
- Надгробная эпитафия маркграфа Людвига Вильгельма Баден-Баденского